# 707 v.Chr.
Het jaar 707 v.Chr. is een jaartal volgens de christelijke jaartelling.

## Gebeurtenissen

### Assyrië
- Koning Sargon II betrekt zijn nieuwe hoofdstad Dur-Sharrukin (huidige Khorsabad).
- Sargon II richt in Kition op Cyprus de Stele van Kition op.

### Italië
- Griekse kolonisten uit Sparta stichten de handelsnederzetting Tarentum.